# Łukasz Sosin
Łukasz Sosin, né le 7 mai 1977 à Cracovie, est un footballeur international polonais. Il est attaquant.

## Carrière

### En club
Formé en Pologne, où il a commencé sa jeune carrière en tant que libéro, Łukasz Sosin passe trois années au plus haut niveau polonais. En 2002, il rejoint Chypre et l'Apollon Limassol. Éblouissant lors de son passage à Limassol, où il contribue fortement aux titres de champion en 2006 après avoir fini meilleur buteur cette même saison, pour la deuxième fois d'affilée.
En 2007, il signe à l'Anorthosis Famagouste, douze fois titré. Pour sa première saison, il réédite ses bonnes prestations, et termine une nouvelle fois meilleur buteur avec David da Costa (seize buts). Qualifié pour la Ligue des champions, il écrit une nouvelle page dans l'histoire footballistique du pays, passant le troisième tour de qualification.
En janvier 2010, il rejoint son compatriote Euzebiusz Smolarek à l'AO Kavala, club grec cinquième de son championnat, pour deux ans. Kavala aura déboursé 250 000 euros pour le faire venir.

### En sélection
Le 28 mars 2006, Sosin dispute son premier match avec l'équipe de Pologne, face à l'Arabie saoudite. Pour ses débuts, le joueur inscrit un doublé, qui offre la victoire à son équipe. Deux mois plus tard, il prend part à deux nouvelles rencontres, mais ne trouve pas le chemin des filets. Malgré de bonnes performances, ces trois rencontres seront les dernières pour l'attaquant polonais. En 2009, il est rappelé par Leo Beenhakker pour le match contre Saint-Marin.

### Palmarès

#### Collectif
- Champion de Pologne : 2001
- Vainqueur de la Supercoupe de Pologne : 2001
- Champion de Chypre : 2006 et 2008
- Vainqueur de la Supercoupe de Chypre : 2006 et 2007

#### Individuel
- Meilleur buteur du Championnat de Chypre : 2005 (20 buts), 2006 (28 buts) et 2008 (20 buts)